# Żarzyn
Żarzyn is een plaats in de Poolse woiwodschap Lubusz in het district Sulęciński. Het dorp maakt deel uit van de gemeente Sulęcin en heeft 318 inwoners.